# برندون ایریپ
برندان ایریپ (متولد ۱۲ اوت ۱۹۷۹- مریلند) (به انگلیسی: Brendan Iribe) یک آمریکایی برنامه‌نویس بازی، کارآفرین و مدیر عامل و بنیانگذاران اصلی شرکت اوکلوس و شرکت Scaleform است. ایریپ از دبیرستان آتولتون در شهرستان هاوارد فارغ‌التحصیل شد و سپس در دانشگاه مریلند، کالج پارک در رشته علوم کامپیوتر تحصیل کرد.